# Bernard Wrightson
Bernard Wrightson (Denver, 25 de junho de 1944) é um saltador estadunidense, campeão olímpico.

## Carreira
Wrightson frequentou a Universidade Estadual do Arizona. Ele competiu nos Jogos Olímpicos de Verão de 1968 na Cidade do México e venceu a prova masculina de trampolim de 3 metros com a pontuação total de 905.025, conhecida na ocasião como springboard. Também conseguiu o ouro nos Jogos Pan-Americanos de 1967 em Winnipeg. Foi introduzido no International Swimming Hall of Fame em 1984.